# Tributo (álbum de Marcos Yaroide)
Tributo es el sexto álbum de estudio del cantante Marcos Yaroide. El álbum es una compilación de grandes éxitos de renombrados artistas internacionales de música cristiana con nuevos arreglos.
Fue publicado el 25 de marzo de 2022, bajo el sello de Zarza Music y cuenta con participaciones de Redimi2 y Tomi Perfetti.

## Lista de canciones
| N.º   | Título                                  | Intérprete original | Duración |  |
| 1.    | «El Milagro»                            | Marcos Vidal        | 4:28     |  |
| 2.    | «Anoche Llegaste Tarde» (feat. Redimi2) | Roberto Orellana    | 3:51     |  |
| 3.    | «De Creer en Ti»                        | Jaci Velásquez      | 3:22     |  |
| 4.    | «De Que Nos Vale»                       | René González       | 4:32     |  |
| 5.    | «Cuando Clamo A Ti Jehová»              | Stanislao Marino    | 3:55     |  |
| 6.    | «Se Busca (Cristo Te Ama)»              | José Luis Rodríguez | 3:18     |  |
| 7.    | «Sinceridad»                            | Rabito              | 3:03     |  |
| 8.    | «Jesucristo» (feat. Tomi Perfetti)      | Roberto Carlos      | 2:36     |  |
| 9.    | «El Himno De Victoria»                  | Danny Berrios       | 3:50     |  |
| 10.   | «Paz En La Tormenta»                    | Renan Carias        | 3:39     |  |
| 36:38 |                                         |                     |          |  |

## Vídeos musicales
| Fecha               | Tema                                  |
| ------------------- | ------------------------------------- |
| 5 de marzo de 2022  | El Milagro                            |
| 25 de marzo de 2022 | Anoche Llegaste Tarde (feat. Redimi2) |
| 6 de mayo de 2022   | De Que Nos Vale                       |